# كاثي (فلم)
كاثي (بالألمانية: Die Filmkathi) هو فيلم كوميدي ألماني صامت عام 1918 من إخراج فرانز إيكشتاين وروزا بورتن وبطولة بورتن ورينهولد شونزل وبول ريكوبف . 

## تمثيل
- آنا هانسلر
- روزا بورتن
- بول ريكوف
- رينهولد شونزل
- اميل سوندرمان
- هيلا تورنيج
- ايمي ويدا